# 百葉簾

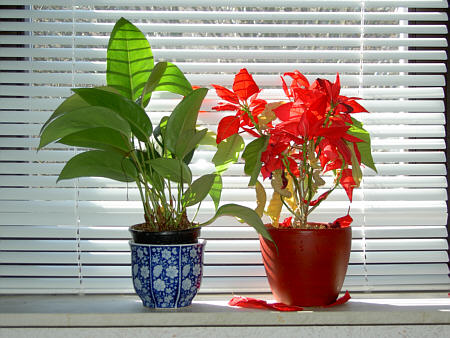
百葉簾

百葉簾是窗簾的一種，由一條一條貌似葉片的細長條狀素材所構成。

## 材質
常見的材質有木製、布製、塑膠製及鋁製等。

## 功用
調整室內採光的強弱。

## 用法
使用者透過拉繩，使簾片的角度產生變化，進而控制採光的強弱。也有取代手動方式調整角度的電動百葉簾。

## 型態

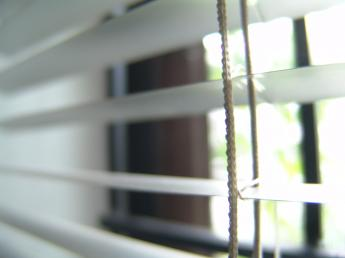
百葉簾

百葉簾依簾片的排列方向，可分橫型百葉簾與縱型百葉簾。